# Tadżykistan na Letnich Igrzyskach Paraolimpijskich 2004
Tadżykistan na Letnich Igrzyskach Paraolimpijskich 2004 w Atenach reprezentował jeden mężczyzna, startujący w podnoszeniu ciężarów. Był to debiut reprezentacji Tadżykistanu na letnich igrzyskach paraolimpijskich. 

## Wyniki

### Podnoszenie ciężarów
Mężczyźni
| Zawodnik        | Kategoria | Wynik    | Pozycja | Źródło |
| --------------- | --------- | -------- | ------- | ------ |
| Parwiz Odinajew | –60 kg    | 147,5 kg | 9       | [ 2 ]  |